# Roberto Blanco
Pour les articles homonymes, voir Blanco.
Roberto Zerquero Blanco, né le 7 juin 1937 à Tunis est un chanteur et acteur allemand.

## Biographie
D'origine afro-cubaine, son père Alfonso Zerquera est un artiste folklorique et de variété. Son épouse Mercedes Blanco l'accompagne, mais meurt lorsqu'il a deux ans. Il grandit à Beyrouth et à Madrid. Il commence des études de médecine dans la capitale espagnole puis les arrête après deux semestres.
Blanco arrive en Allemagne en 1956. L'année suivante, il tourne dans Der Stern von Afrika. Il commence sa carrière de chanteur auprès de Joséphine Baker en faisant un duo dans le film Bühne frei für Marika (de). Dans les années 1960, il devient une célébrité du schlager, tout en continuant une carrière d'acteur. En 1969, il remporte le Deutsche Schlager-Festspiele avec le titre Heute so, morgen so. En 1971, Blanco obtient la nationalité allemande. L'année suivante, il obtient ses plus grands succès musicaux avec les chansons Der Puppenspieler von Mexiko et Ein bißchen Spaß muß sein (composée par Christian Bruhn). Il est invité de nombreuses émissions de variété à la télévision.
En 1973, il a sa propre émission appelé Heute so, morgen so. Il participe plusieurs fois au concours de sélection pour représenter l'Allemagne au concours Eurovision de la chanson : en 1970, il est 5e avec Auf dem Kurfürstendamm sagt man ‚Liebe‘, en 1973 il est 4e et 11e avec Ich bin ein glücklicher Mann et Au revoir, auf Wiedersehen, et de nouveau 4e en 1979 avec Samba si! Arbeit no!. Le 21 décembre 1976, l'émission Roberto Blanco Show fait 49% d'audience.
En 1980, il succède à Rudi Carrell et son émission Am laufenden Band (de), sa propre émission est un échec. Il présente deux autres émissions autour de sa personne sur Das Erste. En 1986, il va à Cuba où il est le premier artiste étranger à faire son propre numéro au cabaret Tropicana.
Dans les années 1990, il se produit régulièrement avec Tony Marshall pour des chansons humoristiques comme Resi bring Bier, une reprise de Crazy for you de David Hasselhoff. En 1997, MDR organise une émission hommage où on le voit danser le mambo avec Marlène Charell et en duo avec d'autres artistes comme Roger Pappini ou Peter Kraus. En 1994, il produit son album Por tu amor qui comprend des reprises de chansons sud-américaines en espagnol. En 1996, il fait une apparition sur Da ist die Tür de Lotto King Karl. Il participe aux festivals de schlager comme celui de Radio Bremen où il reprend ses succès et chante avec d'autres artistes.
Le 4 août 2011, Roberto Blanco est invité par le groupe thrash metal Sodom au Wacken Open Air où il reprend dans une version metal Ein bißchen Spaß muß sein et Amarillo. La performance fait partie d'une campagne contre la maladie d'Alzheimer. En 2013, il reprend la première chanson pour le remix électro du duo Finger & Kadel (de). En 2014, comme Matthias Reim avant lui, il participe à une publicité de l'agence Jung von Matt (de) pour le loueur automobile Sixt qui reprend cette version de Ein bißchen Spaß muß sein.
En 2018, il joue son propre rôle dans un épisode de la série télévisée Falk (de).

## Discographie
Albums
- 1970 : Heute so
- 1972 : Von Las Vegas nach Amarillo
- 1973 : Ein bißchen Spaß muß sein
- 1979 : Viva Roberto
- 1982 : Musik ist meine Welt
- 1984 : Por tu amor
- 2003 : E Viva la Musica
- 2011 : Du lebst besser, wenn Du lachst
- 2013 : Swinging New York

Singles (sélection)
- 1957 : Jesebell
- 1957 : Ob schwarz, ob weiß
- 1963 : Twistin' mit Monika
- 1968 : Tschumbala-Bey
- 1968 : Jennifer
- 1969 : Heute so, morgen so
- 1969 : Auf Liebe gibt es keine Garantie
- 1970 : Auf dem Kurfürstendamm sagt man „Liebe“
- 1970 : San Bernadino
- 1971 : Las Vegas
- 1971 : Ich komm' zurück nach Amarillo
- 1972 : Der Puppenspieler von Mexiko
- 1972 : Ein bißchen Spaß muß sein
- 1973 : Ich bin ein glücklicher Mann
- 1973 : Pappi, lauf doch nicht so schnell
- 1974 : In El Paso
- 1976 : Bye Bye, Fräulein
- 1977 : Morgen sind wir reich
- 1978 : Porompompom
- 1978 : Hey Mama Ho
- 1978 : Viva Maria
- 1978 : Wer trinkt schon gern den Wein allein
- 1979 : Der Clap Clap Song
- 1979 : Samba si! Arbeit no!
- 1979 : Am Tag, als es kein Benzin mehr gab
- 1980 : Rock 'n' Roll ist gut für die Figur
- 1981 : Humanaho (Alle Menschen sind Brüder)
- 1990 : Resi bring Bier (avec Tony Marshall)
- 1992 : Limbo auf Jamaika (avec Tony Marshall)
- 1996 : Da ist die Tür (feat. Lotto King Karl)
- 1999 : Last Christmas (avec Luis Frank y su Traditional Habana)
- 2001 : Born to Be Alive (avec The Disco Boys)
- 2004 : Ein bißchen Spaß muß sein (nouvelle version avec Captain Jack)
- 2009 : Quando, Quando, Quando (avec Piero Esteriore)
- 2013 : Ein bisschen Spaß muss sein (feat. Finger & Kadel)

## Filmographie sélective
- 1957 : Der Stern von Afrika
- 1958 : Bühne frei für Marika (de)
- 1972 : Außer Rand und Band am Wolfgangsee
- 1973 : Die blutigen Geier von Alaska
- 1973 : Alle Menschen werden Brüder (en)
- 1974 : Drei Männer im Schnee
- 1978 : Lady Dracula
- 2007 : Neues vom Wixxer (de)
- 2008 : 1½ Ritter – Auf der Suche nach der hinreißenden Herzelinde (de)
- 2015 : Halbe Brüder

Téléfilms
- 2004 : Crazy Race 2 – Warum die Mauer wirklich fiel (de)

Séries télévisées
- 1993 : Kaisermühlen Blues (de)
- 2011 : SOKO Köln : Playback